# Koala (Münze)
| Koala       | Koala                            |
| ----------- | -------------------------------- |
| Metall:     | 99,9 % Ag                        |
| Rand:       | geriffelt                        |
| Prägejahre: | 2007 bis heute                   |
| Vorderseite |                                  |
| Motiv:      | jährlich wechselnde Koala-Motive |
| Rückseite   |                                  |
| Motiv:      | Elisabeth II.                    |

Der Koala ist eine australische Anlagemünze, die seit 2007 herausgegeben wird. Zwischen 1988 und 2000 gab es bereits eine australische Anlagemünze mit einem Koalamotiv. Diese bestand aber aus Platin (siehe Koala (Platinmünze)).

## Überblick
Auf der Bildseite zeigt die Münze ein jährlich wechselndes Koalamotiv auf einem facettierten Hintergrund. 2007 war dies ein Koala, der an einem Ast hing. 2008 zeigt die Münze einen Koala mit einem Jungtier auf dem Rücken. Auf der Wertseite ist, wie es auch bei anderen Münzen des Commonwealth üblich ist, ein Porträt von Königin Elisabeth II. abgebildet.
Zudem gibt es seit 2008 auch Versionen mit einem Gewicht von ½ Unze, 10 Unzen und 1 kg sowie Münzen aus Gold mit vier verschiedenen Gewichten. Die Goldmünzen sind aufgrund der geringen Auflage und des hohen Aufschlages auf den Materialwert keine Anlagemünzen im herkömmlichen Sinne.
Der Koala ist gesetzliches Zahlungsmittel in Australien, wobei sein Materialwert den Nennwert aber bei weitem überschreitet.

## Geprägte Münzen

Koala 2007, 1 Unze Silber (1 Australischer Dollar)

Folgende Münzen werden geprägt:

### Silber-Koala
| Größe    | Durchmesser | Dicke   | Gewicht  | Nennwert | Prägejahre |
| -------- | ----------- | ------- | -------- | -------- | ---------- |
| ½ Unze   | 32,1 mm     | 3,10 mm | 15,55 g  | 0,50 AUD | ab 2008    |
| 1 Unze   | 40,6 mm     | 4,00 mm | 31,10 g  | 1 AUD    | ab 2007    |
| 10 Unzen | 75,5 mm     | 8,70 mm | 311,04 g | 10 AUD   | ab 2008    |
| 1 kg     | 101 mm      | 14,6 mm | 1000 g   | 30 AUD   | ab 2008    |

### Gold-Koala
| Größe     | Durchmesser | Dicke   | Gewicht | Nennwert | Prägejahre |
| --------- | ----------- | ------- | ------- | -------- | ---------- |
| 1⁄25 Unze | 14,1 mm     | 1,40 mm | 1,24 g  | 5 AUD    | ab 2008    |
| 1⁄10 Unze | 16,1 mm     | 1,50 mm | 3,11 g  | 15 AUD   | ab 2008    |
| 1 Unze    | 27,3 mm     | 4,50 mm | 31,11 g | 100 AUD  | ab 2008    |
| 2 Unzen   | 40,6 mm     | 3,90 mm | 62,22 g | 200 AUD  | ab 2008    |

## Jahrgänge und Auflagen
| Prägejahr | ½ Unze  | 1 Unze  | 10 Unzen | 1 kg   |
| --------- | ------- | ------- | -------- | ------ |
| 2007      | –       | 137.768 | –        | –      |
| 2008      | 013.944 | 084.057 | 04.367   | 13.188 |
| 2009      | 015.334 | 336.757 | 06.556   | 34.947 |
| 2010      | 013.315 | 233.531 | 12.928   | 30.692 |
| 2011      | 076.755 | 910.480 | 10.051   | 75.712 |
| 2012      | 118.577 | 388.046 | 17.132   | 19.511 |
| 2013      | 084.184 | 477.209 | 15.642   | 51.296 |
| 2014      | 081.752 | 334.884 | 17.985   | 25.194 |

| Prägejahr | 1⁄25 Unze | 1⁄10 Unze | 1 Unze | 2 Unzen  |
| --------- | --------- | --------- | ------ | -------- |
| 2008      | 8.577     | 4.150     | 1.210  | 20       |
| 2009      | 1.077     | 1.545     | 860    | max. 250 |
| 2010      | 1.007     | 3.189     | 1.567  | max. 250 |
| 2011      | 1.117     | 1.628     | 859    | max. 250 |
| 2012      | 1.499     | 1.500     | 659    | max. 250 |
| 2013      | ?         | ?         | ?      | ?        |